# Антонов Олександр Антонович
Олекса́ндр Анто́нович Анто́нов (нар. 23 жовтня 1914 — пом. 1 вересня 1997) — радянський військовик часів Другої світової війни, командир 2-го стрілецького батальйону 646-го стрілецького полку 152-ї стрілецької дивізії (28-а армія), майор. Герой Радянського Союзу (1945).

## Життєпис
Народився 23 жовтня 1914 року в селі Картавівці, нині Великобурлуцького району Харківської області, у селянській родині. Українець. Здобув середню освіту. Працював бригадиром у колгоспі «Вірний шлях».
До лав РСЧА призваний Великобурлуцьким РВК 20 лютого 1936 року. Учасник вторгнення СРСР до Польщі у 1939 році.
Учасник німецько-радянської війни з червня 1941 року. Воював на Південно-Західному, 3-му Українському, 1-му Білоруському, 3-му Білоруському і 1-му Українському фронтах. Командував ротою, батальйоном. Був поранений (06.02.1943) і контужений (23.09.1941). Брав участь у оборонних боях в Україні та у її визволенні, зокрема, у битві за Дніпро.
Особливо командир 2-го стрілецького батальйону 646-го стрілецького полку 152-ї стрілецької дивізії майор О. А. Антонов відзначився під час взяття Берліна. У період з 28 квітня по 2 травня 1945 року батальйон під його командуванням вів вуличні бої з чисельно переважаючим супротивником на стратегічно важливих магістралях міста: Берлінерштрасе, Уландштрасе, Парізенштрасе і міському парку. Маючи під своєю орудою 245 чоловік особового складу, наніс ворогові значних втрат, знищивши близько 500 солдатів і офіцерів супротивника. За цей же період взято у полон до 1500 осіб. 2 травня 1945 року, вдало здійснивши обхідний маневр, стрімким натиском, попри лютий спротив супротивника, оволодів залізничною станцією Шарлотенбург, на якій були зосереджені склади з боєприпасами берлінського гарнізону, чим сприяв прискоренню повної капітуляції гарнізону міста.
Після закінчення війни, за станом здоров'я, вийшов у запас. Працював у рідному селі, згодом переїхав до Білорусі, де був головою Березівського міського комітету ДТСААФ Берестейської області. Останні роки провів у Мінську, де й помер 1 вересня 1997 року. Похований на Східному (Московському) кладовищі.

## Нагороди
Указом Президії Верховної Ради СРСР від 27 червня 1945 року «за зразкове виконання бойових завдань командування на фронті боротьби з німецькими загарбниками та виявлені при цьому відвагу і героїзм», майорові Антонову Олександру Антоновичу присвоєне звання Героя Радянського Союзу з врученням ордена Леніна і медалі «Золота Зірка» (№ 6130).
Нагороджений двома орденами Леніна (22.02.1944, 27.06.1945), орденами Червоного Прапора (11.07.1944), Кутузова 3-го ступеня (31.03.1945), Олександра Невського (02.02.1945), Вітчизняної війни 1-го (11.03.1985) та 2-го (04.03.1943) ступенів і медалями.